# 小清水史
小清水 史（こしみず ひさし、1974年7月8日 - ）は、
日本の実業家、株式会社ピグミースタジオ 代表取締役、クリエイティブ・ディレクター、プロデューサー。
一般社団法人日本インディペンデント・ゲーム協会ファウンダー、副理事長。

## 略歴
ソニー・コンピュータエンタテインメントがユニークで、新しい感覚のゲームソフトを生み出すことを目指したゲームやろうぜの構想に共感し、1stより参加。その後、クリエイティブ・ディレクターとしてゲームソフトを始め、ベーカリーショップ、マーチャンダイズ等、数々のディレクション活動をおこなう。手作り感のあるゲームを世界で制作、販売することを目的に、2007年に株式会社ピグミースタジオを設立。独立系ゲームの日本最大級のイベント『BitSummit』の主催、一般社団法人日本インディペンデント・ゲーム協会のファウンダーであり副理事長を務める。その他、株式会社ピグミーズ・ラボ、ニッポンイタチョコシステムジャパン合同会社、株式会社スリースターファクトリー、KNH未来研究所合同会社等を創設。

## 作品
- ユーフロリア(Eufloria)（PlayStation Mobile）　プロデューサー、クリエイティブ・ディレクター
- 僕は森世界の神になる（PlayStation Mobile）[3]　プロデューサー、クリエイティブ・ディレクター
- Forevolution（PlayStation Mobile）　プロデューサー、クリエイティブ・ディレクター
- 野犬のロデム（PlayStation Mobile）[4]　プロデューサー、クリエイティブ・ディレクター
- LA-MULANA EX（PlayStation Vita）[5]　エグゼクティブ・プロデューサー、クリエイティブ・ディレクター
- 弁当の素晴しさをあの2度3度(iOS,Android,PlayStation Vita)プロデューサー、クリエイティブ・ディレクター
- 野犬のロデム(iOS,Android,PlayStation Vita)プロデューサー、クリエイティブ・ディレクター
- 僕は森世界の神となる(iOS,Android,PlayStation Vita)プロデューサー、クリエイティブ・ディレクター
- ボコスカウォーズ2[6][7][8](PlayStation 4)プロデューサー、クリエイティブ・ディレクター

発売予定
- LUNAXXX(ルナトリプルエックス)[9](Nintendo Switch)

- MONKEN CRUSHER(モンケンクラッシャー) (Nintendo Switch)